# سيلينة سنية البتلات
السيلينة سنية البتلات (باللاتينية: Silene odontopetala) نوع نباتي يتبع جنس السيلينة من الفصيلة القرنفلية.

## الموئل والانتشار
موطنها المشرق العربي ووادي النيل وتركيا والعراق وغرب إيران.